# Landouzy-la-Ville
Landouzy-la-Ville är en kommun i departementet Aisne i regionen Hauts-de-France i norra Frankrike. Kommunen ligger  i kantonen Aubenton som ligger i arrondissementet Vervins. År 2022 hade Landouzy-la-Ville 514 invånare.

## Befolkningsutveckling
Antalet invånare i kommunen Landouzy-la-Ville
Referens: INSEE